# Nnenna Nwakanma
Nnenna Nwakanma, född i Nigeria, är en nigeriansk internetaktivist som arbetar med FOSS, främst i Afrika.
Nwakanma har arbetat för Förenta Nationerna i 15 år. Hon var därefter anställd som Africa Regional Coordinator vid World Wide Web Foundation och har arbetat med bland annat att skapa ett tillgängligt och prisvärt internet för alla och att kampanja för mänskliga rättigheter på och genom webben. Hon har varit medgrundare till flera nätverk och organisationer, t.ex. Free Software and Open Source Foundation for Africa (FOSSFA), The Africa Network of Information Society Actors och African Civil Society for the Information Society. Nwakanma har suttit i styrelsen för Open Source Initiative.
Sedan 2019 är hon anställd vid World Wide Web Foundation som Policy Director.